# 3rd Cavalry Regiment

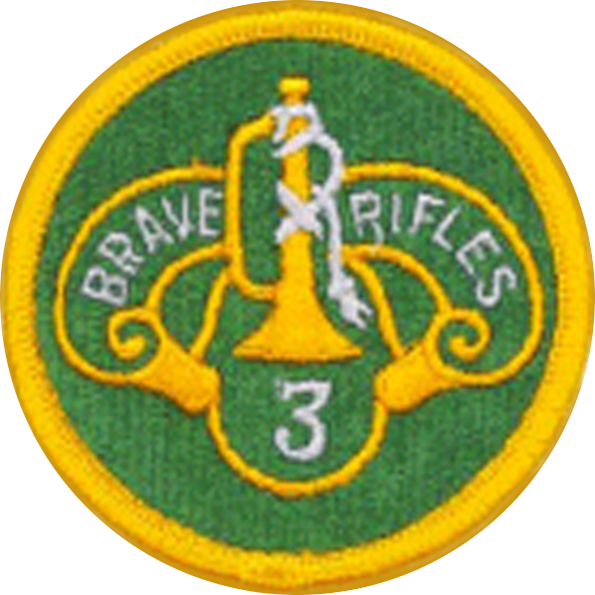
Schulterabzeichen des 3rd Armored Cavalry Regiments; das Motto des Regiments lautet Blood and Steel

Das 3rd Cavalry Regiment (deutsch 3. Kavallerieregiment) ist ein Regiment der United States Army mit Hauptquartier in Fort Cavazos, Texas. Der Traditionsname des Regiments ist Brave Rifles (rifles bezeichnet sowohl Gewehre mit gezogenem Lauf als auch die damit bewaffneten Schützen). Das Regiment wurde am 19. Mai 1846 als Regiment of Mounted Riflemen (Jäger zu Pferde) in Missouri gegründet und wurde zu Beginn des Sezessionskrieges zum 3rd Cavalry Regiment. Es kämpfte danach unter anderem auch  in den Indianerkriegen, im Mexikanisch-Amerikanischen Krieg, im Spanisch-Amerikanischen Krieg, im Philippinisch-Amerikanischen Krieg, im Ersten und Zweiten Weltkrieg, im Zweiten Golfkrieg sowie im Irakkrieg. Nachdem es aufgrund seiner zeitweiligen Ausstattung mit schweren Kampfpanzern als 3rd Armored Cavalry Regiment bezeichnet wurde, führt es seit 2011 wieder den Namen 3rd Cavalry Regiment.

## Gliederung und Ausrüstung
1942 wurde das bis dahin noch berittene Regiment zum Panzeraufklärungsverband umgerüstet. Nach dem Zweiten Weltkrieg erhielt es Kampfpanzer, bis es 2011 mit Stryker-Radpanzern ausgestattet wurde.
Im Unterschied zu der sonst in der US-Army üblichen Form der Bezeichnung von Truppenteilen unterhalb der Regimentsebene (Zug/Platoon, Kompanie/Company, Bataillon/Battalion) lauten die Bezeichnungen in der US-Kavallerie Platoon, Troop und Squadron (Eskadron).

### Letzte Gliederung als Verband der Panzertruppe

#### Regimental Headquarters and Headquarters Troop „Remington“
Die Regimental Headquarters and Headquarters Troop „Remington“ ist das Regimentshauptquartier, die Stabs- und Verwaltungseinheit des Regiments. Die Ausrüstung besteht aus:
- 2 M2A3 Bradleys in der Ausführung als Command Track (mobile Befehlsstelle mit Kettenantrieb),
- 11–15 M577 Führungs – und Befehlsfahrzeugen,
- diversen Transport – und Logistikfahrzeugen zur Regimentsversorgung.

#### 1st, 2nd und 3rd Cavalry Squadron
Den Kampftruppenkern des Regiments stellten diese drei Squadrons dar. Ihre Aufstellung war einheitlich. Sie wurden jeweils von einem Lieutenant Colonel kommandiert. Insgesamt verfügte eine Squadron über 53 Offiziere, 339 Unteroffiziere und 499 Mannschaften, insgesamt 891 Mann.
Jede Squadron war folgendermaßen gegliedert:
- Headquarters Troop: Zwei Bradley M3A2 Kommandopanzerwagen, sechs M577 Kommandofahrzeuge, diverse Berge- und Transportfahrzeuge.
- Drei Armored Cavalry Troops: Jede Troop verfügte über eine HQ-Abteilung mit einem M1A2 Abrams, einem M2A3 Bradley und einem M577 Kommandofahrzeug, über zwei Aufklärungszüge mit je sechs M2A3 Bradley, über zwei Panzerzüge mit je vier M1A2 Abrams und eine Mörsergruppe mit zwei M1064 Mörserträgern sowie 12 Ketten- oder Radfahrzeugen zur Versorgung.
- Eine Panzerkompanie: Sie bestand aus 14 M1A2 Abrams und stand dem Befehlshaber der Squadron als mobile Reserve zur Verfügung.
- Artilleriebatterie: mit acht Panzerhaubitzen M109 und acht Munitionstransportern.

#### 4th Air Cavalry Squadron
Hierbei handelte es sich um das luftbewegliche Element des Regiments unter dem Kommando eines Lieutenant Colonel der Heeresflieger.
Gliederung der Squadron:
Headquarters and Headquarters Troop („Headhunters“)
- N Troop („Nomad“) mit AH-64D Apache Longbow Kampfhubschraubern.
- O Troop („Outlaw“) mit AH-64D Apache Longbow.
- P Troop („Pegasus“) mit AH-64D Apache Longbow.
- Q Troop („Quicksilver“) mit Drohnen des Typs AAI RQ-7 Shadow.
- R Troop („Renegade“), Forward Support Troop (FST).
- S Troop („Stetson“) mit UH-60L Blackhawk Mehrzweckhubschraubern.
- T Troop („Tomahawk“), Instandsetzungseinheit.
- AVIM Troop („Air Raiders“) – Aviation Intermediate Maintenance.

#### Support Squadron („Muleskinner“)
Diese Squadron versorgte das Regiment und verfügte über:
- Headquarters and Headquarters Troop („Bullwhip“), Stabskompanie.
- Supply and Transportation Troop („Packhorse“), Nachschub- und Transportkompanie.
- Maintenance Troop („Blacksmith“), Wartungseinheit.
- Medical Troop („Scalpel“), medizinische Versorgung.

Ferner wurde das Regiment durch die 43rd Combat Engineer Company (Panzer-Pionier-Kompanie) unterstützt, die 66th Military Intelligence Company (militärischer Nachrichtendienst), die 89th Chemical Company „Chemdawg“ (ABC-Abwehrkompanie) und eine Luftabwehrabteilung.

### Gliederung als Verband der mechanisierten Infanterie ab 2011
Die ersten drei Squadron wurden mit Stryker-Schützenpanzern ausgestattet, die vierte mit Stryker-Aufklärungspanzern.